# Arthur Augustus Zimmerman

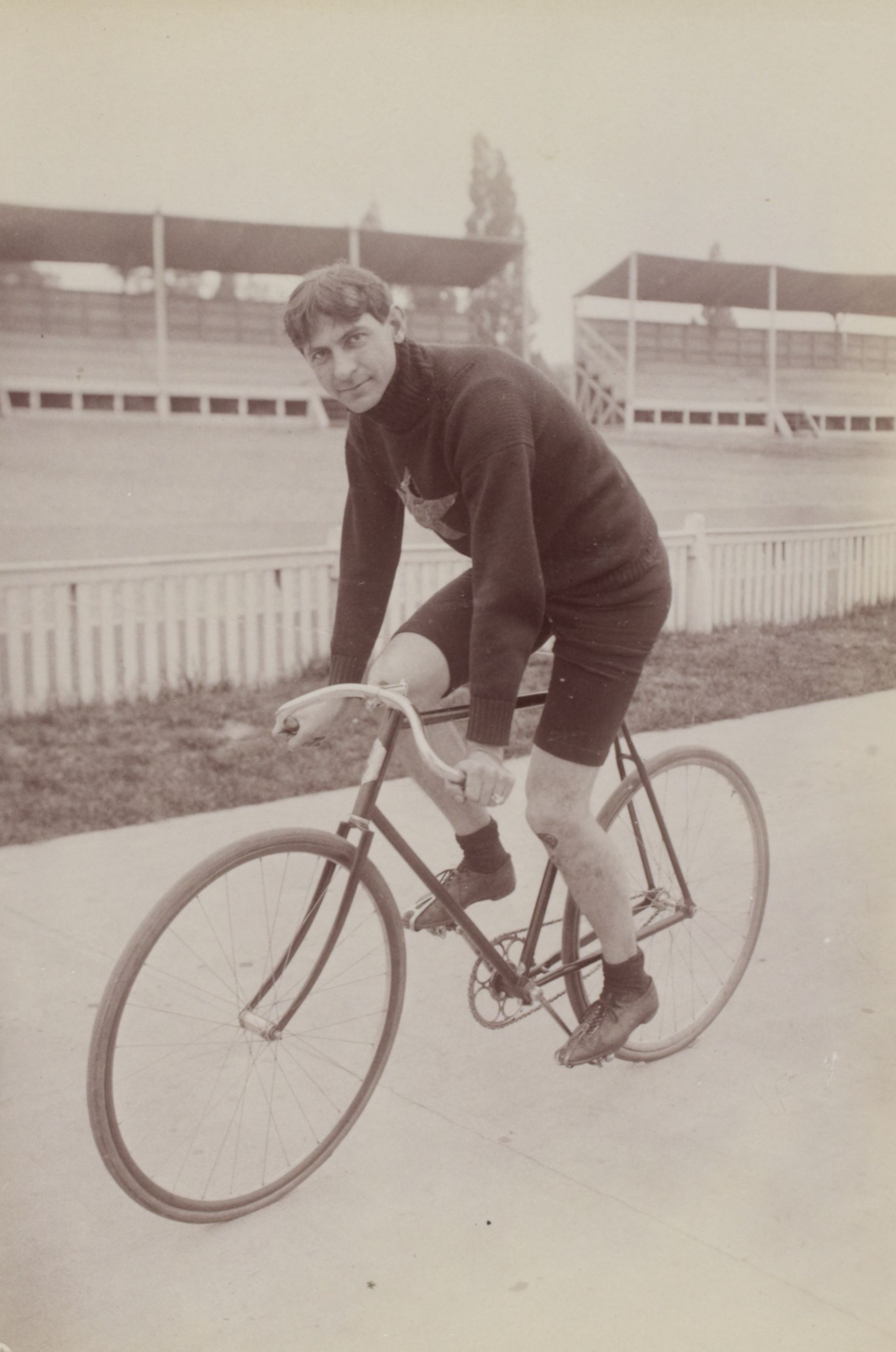
Arthur Augustus Zimmerman.

Arthur Augustus Zimmerman (Camden, 11 de Junho de 1870 - Atlanta, 22 de Outubro de 1936) foi um ciclista estadunidence, especialista no ciclismo em pista. Considerado um dos melhores ciclistas de finais de século XIX, conseguiu ganhar duas provas nos primeiros Campeonatos mundiais celebrados em Chicago. Conquistou também diferentes campeonatos nacionais. Ao longo de sua carreira somou mais de 1000 vitórias.

## Palmarés
- 1890
  - Campeão dos Estados Unidos em Velocidade (amador)
- 1891
  - Campeão dos Estados Unidos em Velocidade (amador)
- 1892
  - Campeão dos Estados Unidos em Velocidade (amador) 
  - Campeão da Grã-Bretanha da Milha 
  - Campeão da Grã-Bretanha de 5 Milhas 
  - Campeão da Grã-Bretanha de 50 Milhas
- 1893
  - Campeão do Mundo de Velocidade (amador) 
  - Campeão do Mundo de 10 km.
- 1894
  - Campeão dos Estados Unidos em meia milha 
  - 1º no Grande Prémio da UVF